# الكشاف (تفسير)
الكشاف أو تفسير الزمخشري هو كتاب في تفسير القرآن ألفه الزَّمَخْشَرِيُّ، كبير المعتزلة. وهو جار الله أبو القاسم محمود بن عمر بن محمد الزمخشري الخوارزمي النحوي. التفسير فيه فوائد لغوية وبلاغية جمة. أما في العقيدة فغالبا ما يرد كلامه ابن كثير.

## قصة تأليف الكشاف
ذكر الإمام الزمخشري في مقدمة الكشاف قصة تأليف كتابه هذا، وضح فيها ما كان منه من التردد بين الإقدام عليه والإحجام عنه أولاً، ثم العزم المصمم منه على تأليفه حتى أخرجه للناس. فذكر أنه كان في بداية الأمر يرى من التعجب والاستحسان في وجوه أصحابه وتلاميذه عند تفسيره لبعض آيات القرآن، مما جعلهم يستطيرون شوقاً إلى تأليف يجمع أطرافاً من ذلك حتى اقترحوا عليه أن يملي عليهم الكشف حقائق التنزيل وعيون الأقاويل في وجوه التأويل. وبعد رفض منه اقتنع في نهاية الأمر وبدأ في الكتابة في الحرم المكي حتى أخرج للناس هذا الكتاب.
وقد قال شعراً يمدح تفسيره:

## خصائص التفسير
1. سلوكه فيما يقصد إيضاحه طرق السؤال والجواب كثيراً، ويعنون السؤال بكلمة «فإن قلتَ» ويعنون الجواب بكلمة «قلتُ». وهكذا نجد الأئمة الذين تكلموا على الإمام الزمخشري وعلى تفسيره من الناحية الاعتزالية قد أثنوا عليه من الناحية الأدبية والبلاغية واللغوية.
2. حشوه لكتابه بالاعتزاليات، حتى قال البلقيني:«أخرجت من الكشاف اعتزاليات بالمناقيش.» [1]

## موقفه من المسائل الفقهية
ونجد أن الزمخشري لا يتوسع في المسائل الفقهية أبداً، بل على العكس نرى أنه يتعرض لها إلى حد ما دون الميول إلى مذهبه الحنفي، فهو لا يتعصب لمذهبه الفقهي على عكس مذهبه الاعتقادي فإنه ظاهر جدا في تفسيره.

## موقفه من الإسرائيليات
إن الناظر في كتب التخريجات لأحاديث الكشاف، يجد أن الزمخشري مُقِلٌ من ذكر الروايات الإسرائيلية، وهو يتبع خطة للكشف عن هذه الروايات، بأن يصدر الرواية بلفظ «روي» المشعر بضعف الرواية، وبعدها عن الصحة، وإما أن يفوض علمه إلى الله وهذا في الغالب يكون عند ذكره للروايات التي لا يلزم من التصديق بها مساس الدين، وإما أن ينبه إلى ضعف الرواية وهذا في الغالب يكون عند الروايات التي لها مساس بالدين وتعلق به.

## انتصار الزمخشري لعقائد المعتزلة
لقد نحى الزمخشري في تفسيره منحى الاعتزال، فشرحه في ظل الأصول الخمسة للمعتزلة (العدل - التوحيد - الوعد والوعيد - المنزلة بين منزلتين - الأمر بالمعروف والنهي عن المنكر). ومن أفكاره التي يمكن ملاحظتها في الكثير من المواقع في تفسيره:
1. انتصاره لرأي المعتزلة في أصحاب الكبائر: بأنهم كفار مخلدون في النار إن لم يقلعوا عن الذنب ويتوبوا.
2. انتصاره لرأي المعتزلة في الحسن والقبح العقليين: فهم يعتقدون أن العقل السليم قادر على تحديد القبح والحسن.
3. انتصاره لرأي المعتزلة في السحر: فالمعتزلة ينفون السحر والسحرة ولا يؤمنون بها (من ناحية تغير طبيعة المواد).
4. انتصاره لرأي المعتزلة في حرية الإرادة وخلق العباد لأفعالهم لاستحقاق الوعد أو الوعيد من الله عز وجل.
5. انتصاره لرأي المعتزلة في عدم رؤية الله سبحانه - لقوله تعالى ﴿وَلَمَّا جَاءَ مُوسَى لِمِيقَاتِنَا وَكَلَّمَهُ رَبُّهُ قَالَ رَبِّ أَرِنِي أَنْظُرْ إِلَيْكَ قَالَ لَنْ تَرَانِي وَلَكِنِ انْظُرْ إِلَى الْجَبَلِ فَإِنِ اسْتَقَرَّ مَكَانَهُ فَسَوْفَ تَرَانِي فَلَمَّا تَجَلَّى رَبُّهُ لِلْجَبَلِ جَعَلَهُ دَكًّا وَخَرَّ مُوسَى صَعِقًا فَلَمَّا أَفَاقَ قَالَ سُبْحَانَكَ تُبْتُ إِلَيْكَ وَأَنَا أَوَّلُ الْمُؤْمِنِينَ ۝١٤٣﴾,[2] رغم أن موسى طلب الرؤية في الدنيا واهل السنة ينفون الرؤية في الدنيا ويثبتونها بالآخرة كما في قوله تعالى: ﴿وُجُوهٌ يَوْمَئِذٍ نَاضِرَةٌ ۝٢٢ إِلَى رَبِّهَا نَاظِرَةٌ ۝٢٣﴾.[3]